# A Door into Ocean
A Door Into Ocean est un roman de science-fiction féministe écrit par Joan Slonczewski paru en 1986. Les thèmes du roman incluent l'écoféminisme et de la révolution non-violente (en), ainsi que les propres connaissances de Joan Slonczewski dans le domaine de la biologie. Le livre a été récompensé par le prix John-Wood-Campbell Memorial 1987.

## Résumé
Le roman se déroule dans le futur, sur la planète fictive de Shora, une lune recouverte d'eau. Les habitantes de cette planète, connus sous le nom de « Sharers » (en français : Partageuses}, sont toutes des femmes amphibiennes. Les Partageuses ont un niveau technologique scientifique très avancé et utilisent le génie génétique pour contrôler l'écologie de leur planète et permettre la coexistence de différents matériaux vivants. Elles utilisent ds techniques de tissage et d'échafaudage pour créer des structures architecturales semi permanentes et se reproduisent par parthénogenèse.
Les Partageuses utilisent le génie génétique pour permettre la coexistence de différents matériaux vivants et leur évolution accélérée si nécessaire. Elles utilisent des techniques d'échafaudage et de tissage pour créer des structures semi-permanentes recouvertes d'organismes vivants. Enfin, elles modifient leur propre corps pour mieux s'adapter à leur environnement. Grâce à toutes ces techniques, le monde de A Door into Ocean combine biodesign et architecture vivante pour parvenir à une approche écologique équilibrée de la vie avec le monde naturel.
Elles sont par ailleurs pacifiques et non-violentes, et leurs interactions sont fondées sur le partage - c'est-à-dire qu'elles ont une union spirituelle et linguistique les unes avec les autres et traitent tout le monde de la même manière. Les partageuses tiennent l'égalitarisme pour acquis parce qu'elles partagent et n'ont pas le concept de «pouvoir sur», faisant de leur société une société dans laquelle les conflits sont réglés sans violence. Lorsqu'elles sont menacées par une puissance extérieure, en provenance de la planète Valedon qui souhaite s'emparer de leur planète pour en monétiser les ressources scientifiques en exploitant le fait qu'elles sont non-violentes, se pose le problème de la résistance non-violente à l'invasion. Elles résistent parce qu'elles refusent de croire au pouvoir. Les partageuses ne peuvent en effet jamais être maîtrisées par la force.
La voie Partageuse de la non-violence est plus que spirituelle. Elle est basée sur les réalités historiques de la résistance non-violente. L'autrice a basé les événements de son roman sur de nombreuses recherches historiques, en particulier les écrits de l'historien de la paix Gene Sharp. Le roman comprend de nombreuses recherches biologiques sur l'évolution des capacités innées de non-violence. Par exemple, la participation des enfants à la résistance non-violente s'appuie sur des réponses instinctives profondes trouvées chez les humains et les mammifères apparentés.
Une des particularités du peuple des Partageuses est leur langage, dans lequel le sujet et l'objet sont interchangeables. Les partageuses savent par contexte ce que sont le sujet et l'objet, mais leur langage ne leur permet pas de faire une distinction. En conséquence, elles savent toujours que ce qu'une personne « impose » à une autre peut toujours aller dans l'autre sens. Leur langage empêche quiconque de « donner des ordres » pour dominer les autres. Par exemple, si un étranger dit : « Tu dois m'obéir », la Partageuse entend : « Je dois t'obéir » mais la traduction la plus proche est : « Nous devons partager l'accord ». Leur langage renforce l'incapacité des Partageuses à accepter toute situation dans laquelle un individu en domine un autre par la force.
La vision du monde des Partageuses s'étend à leur environnement, leur écosystème environnant. Elles ne peuvent agir sur leurs plantes et leurs animaux sans être sollicitées en retour. Ainsi, par exemple, parce que les partageuses consomment des plantes et des animaux comme nourriture, elles acceptent le fait qu'elles deviendront à leur tour de la nourriture pour d'autres formes de vie ; que des prédateurs finiront par les consommer.
Au début du roman, les partageuses sont toutes des femmes. Mais alors qu'elles rencontrent une communauté non partageuse d'une autre planète, qui les menace, Merwen, une Partageuse, se rend compte qu'elles doivent découvrir si d'autres types de «personnes» peuvent partager leur vie ou non. Merwen se rend sur la planète Valedon, pour recruter un jeune homme, Spinel, afin qu'il vienne à Shora et tente d'apprendre le style de vie des Partageuses. Cette entreprise conduit à des désaccords au sein de la communauté (elles ont beaucoup de désaccords, bien qu'abordés sans violence). Avec de nombreux faux départs, Spinel apprend progressivement la voie Partageuse, en tant qu'homme; et finalement, il travaille avec les partageuses pour les aider à défendre leur planète contre une invasion militaire.

## Personnages
- Merwen
- Usha
- Spinel
- Uriel
- Lystra
- Berenice
- Realgar
- Malachite
- Siderite
- Yinevra

## Signification littéraire et réception
La revue du Library Journal de 1985 recommandait vivement ce roman, déclarant que « Slonczewski crée une culture non violente entièrement féminine qui va au-delà du féminisme vers une nouvelle définition de la nature humaine ». Le livre est classé parmi les romans développant une intrigue qui met en valeur l'empathie et la gentillesse, dans la lignée écoféministe.
Kendall Farris qualifie le roman de solarpunk dans sa revue critique, louant le dénouement final subtil et improbable.
Parisa Hassanzadegan s'appuie sur cette utopie écofémiste pour entamer une réflexion sur ce que l'architecture vivante et le bio-design pourrait devenir, en construisant un monde respectueux de l'écologie.

## Récompenses et nominations
- A Door into Ocean a remporté le prix John-Wood-Campbell Memorial 1987 du meilleur roman de science-fiction.
- A Door into Ocean a été nommé pour le prix Prometheus 1987 du meilleur roman[9].

## Historique des publications
- A Door into Ocean, États-Unis, Arbor House (en), février 1986 (ISBN 978-0-87795-763-8).
- A Door into Ocean, États-Unis, Avon Books, février 1987 (ISBN 978-0-380-70150-6).
- A Door into Ocean, Royaume-Uni, Presse féminine, juin 1987 (ISBN 978-0-7043-4069-5).
- A Door into Ocean, États-Unis, Orb Books (en), octobre 2000 (ISBN 978-0-312-87652-4).